# Philemon inornatus
Philemon inornatus là một loài chim trong họ Meliphagidae.